# 河北葛缕子
河北葛缕子（学名：Carum bretschneideri）为伞形科葛缕子属的植物，为中国的特有植物。分布在中国大陆的河北、北京等地，生长于海拔1,500米至2,000米的地区，一般生于荫蔽潮湿处，目前尚未由人工引种栽培。

## 别名
旱芹菜（北京植物志）